# Sanguis et Cinis
Sanguis et Cinis (lateinisch für „Blut und Asche“) ist eine österreichische Band, die im Jahr 1994 gegründet wurde. Die Band ging aus einem Anfang der 1990er Jahre gegründeten Projekt hervor.

## Geschichte
1994 gründete Eve Evangel Sanguis et Cinis. Die Band bewegte sich in der Mitte der 1990er im Umfeld der Neuen Deutschen Todeskunst, wandte sich später aber dem Crossover bzw. Alternative Rock zu. Die Band hat sich Ende 2007 aufgelöst. Eve Evangel gründete daraufhin Lolita KompleX.
Am 8. Juni 2019 gab die Band ein Konzert auf dem Wave-Gotik-Treffen in Leipzig. 

## Diskografie

### Demos
- 1995: Requiem 1791
- 1995: Sanguis et Cinis
- 1996: Collection 93-95

### Alben
- 1996: Schicksal
- 1998: ...wie der unberührte Traum einer Jungfrau
- 1999: Madrigal
- 1999: Madrigal/InSeCt (2x12"/2)
- 2000: Amnesia
- 2002: Alright, Let's Rock!
- 2003: TH1RTE3N

### Singles und EPs
- 1997: Unfreiwillig Abstrakt
- 1998: Fremde Federn
- 2002: Not Gonna...

### Kompilationen
- 2000: Tragic Years - A Collection of Early Releases & More
- 2000: Best of (für Mexiko)

### Video
- 1997: Das Siegel (VHS)

### Samplerbeiträge
- 2004: Friday I'm in Love (auf Our Voices - A Tribute to the Cure)